# نيك بونتنغ
نيك بونتنغ (بالإنجليزية: Nicholas Ponting) هو لاعب كرة الريشة بريطاني، ولد في 13 يونيو 1966 في لندن في المملكة المتحدة.

## وصلات خارجية
- نيك بونتنغ على موقع BWF.tournamentsoftware.com (الإنجليزية)
- نيك بونتنغ على موقع BWFbadminton.com (الإنجليزية)
- نيك بونتنغ على موقع اللجنة الأولمبية الدولية (الإنجليزية)
- نيك بونتنغ على موقع أوليمبيديا (الإنجليزية)
- نيك بونتنغ على موقع اللجنة الأولمبية البريطانية (الإنجليزية)
- نيك بونتنغ على موقع اللجنة الأولمبية البريطانية (الإنجليزية)
- نيك بونتنغ على موقع اتحاد ألعاب الكومنولث (مؤرشف) (الإنجليزية)